# Bluffmaster (2005)
Bluffmaster ist eine Gaunerkomödie des Hindi-Films von Rohan Sippy aus dem Jahr 2005.

## Handlung
Roy schlägt sich als Betrüger durchs Leben. Sein jüngstes Opfer ist ein Filmproduzent. Und genau dieser Betrug wird ihm zum Verhängnis: Auf Roys Hochzeitsfeier mit Simmi taucht der Filmproduzent auf. Die Hochzeit platzt und Simmi trennt sich von Roy. Auch als er ihr verspricht ein ehrlicher Mensch zu werden, gewinnt er sie nicht zurück.
Eines Tages trifft Roy auf Aditya alias Dittu, ebenfalls ein Hochstapler, der ihn reinlegen wollte jedoch von Roy durchschaut wird. Nach ein paar gemeinsamen Erlebnissen freunden sich beide an und Roy lehrt Dutti ein richtiger Betrüger zu werden. Und so betrügen sie gemeinsam einfache Leute.
Bei einem Arztbesuch stellt Dr. Bhalerao einen Tumor in Roys Kopf fest. Ihm wird gesagt, dass er nur noch ein paar Monate zu leben hat. Als Roy dies hört, beschließt er, eine gute Tat zu vollbringen. Dutti erzählt ihm, dass er sich an den Feinden seines Vaters rächen will und Roy beschließt, ihm kurzerhand zu helfen. Als Simmi von Roys Krankheit erfährt kehrt sie zu ihm zurück.
Nach einiger Zeit erzählt ihm der Doktor, dass Roys Tumor in Alaska behandelt werden kann. Sofort sammelt er sein ganzes Geld für die Behandlung ein. Kurz darauf findet Roy heraus, dass Chandu, der Feind von Duttis Vater, Simmi als Geisel hält. Mit dem Geld, welches eigentlich für die Behandlung gedacht war, versucht er Simmi zu retten.
Chandu lässt Simmi gehen und stößt Roy vom Dach hinunter, woraufhin Roy dann auf einer großen Matte landet. Um die Matte herum stehen einige Leute, die Roy befragen für welchen Film er gerade dreht. Roy ist verwirrt und erklärt ihnen, dass dies kein Film sei. Doch bald merkt er, dass alle Orte, in denen er sich in letzter Zeit aufgehalten hatte, vorgetäuscht waren. Ganz zum Schluss besucht er Simmi und findet dort die Leute, die er selbst betrogen hatte ohne zu wissen, dass er nun von ihnen betrogen wurde und alles nur ein Bluff war. Und aus dem Bluff wurde ein Film gedreht in dem Roy ganz unbemerkt die Hauptrolle spielte. Ihm wird nun klar, dass Simmi ihn betrogen hatte nur um ihn zur Vernunft zu bringen.

## Auszeichnungen
Zee Cine Award/Bester Komiker an Riteish Deshmukh

## Sonstiges
- Der Song Right Here Right Now wurde von Abhishek Bachchan, dem Hauptdarsteller, gesungen.
- Aishwarya Rai und Sanjay Dutt waren eigentlich für die Hauptrollen vorgesehen. Sie werden dankend im Vorspann erwähnt.
- Bluffmaster ist kein Remake des gleichnamigen Films Bluff Master aus dem Jahr 1963.